# St. Nikolaus (Rüschlikon)

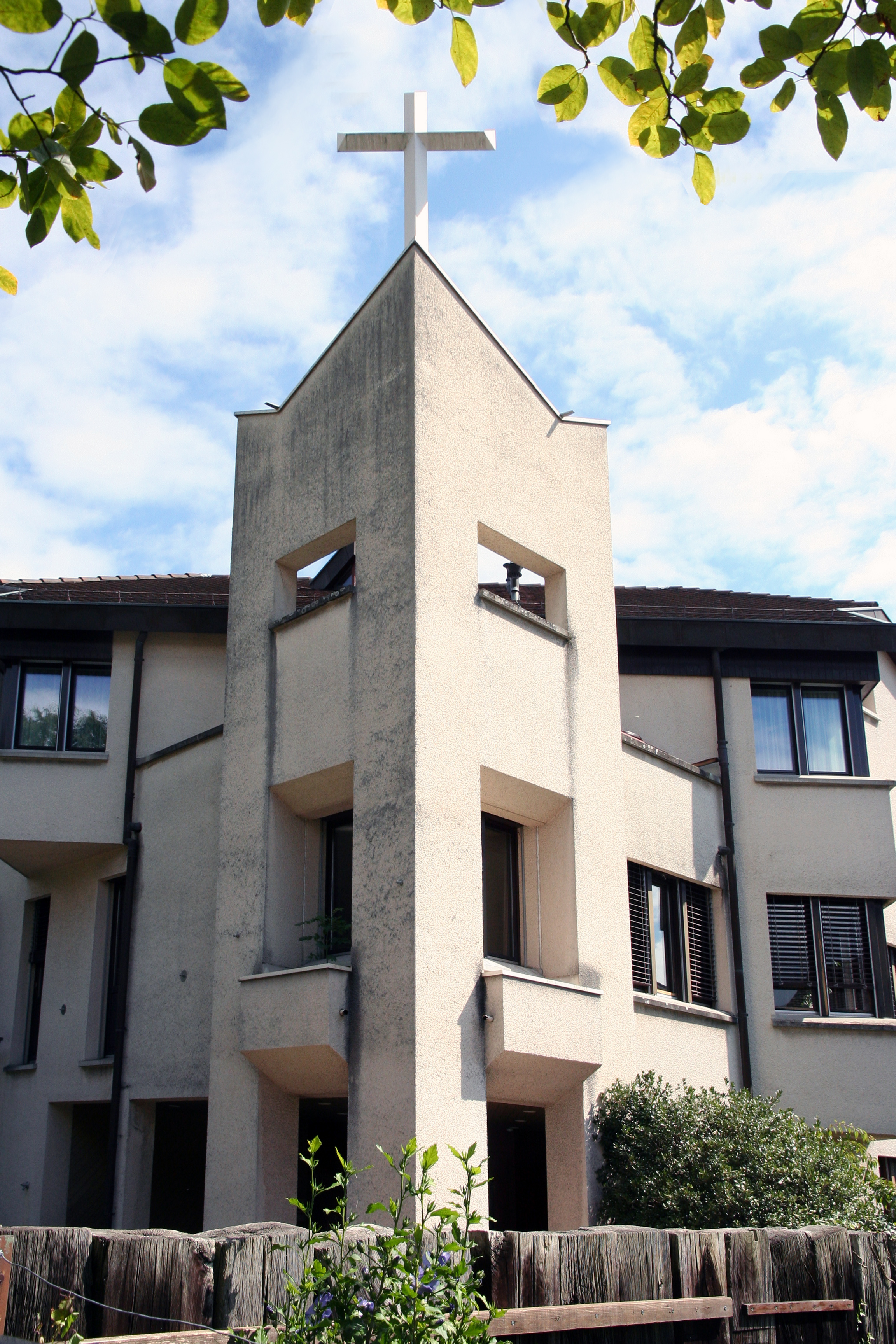
Kirche St. Nikolaus, Ansicht von Südwesten

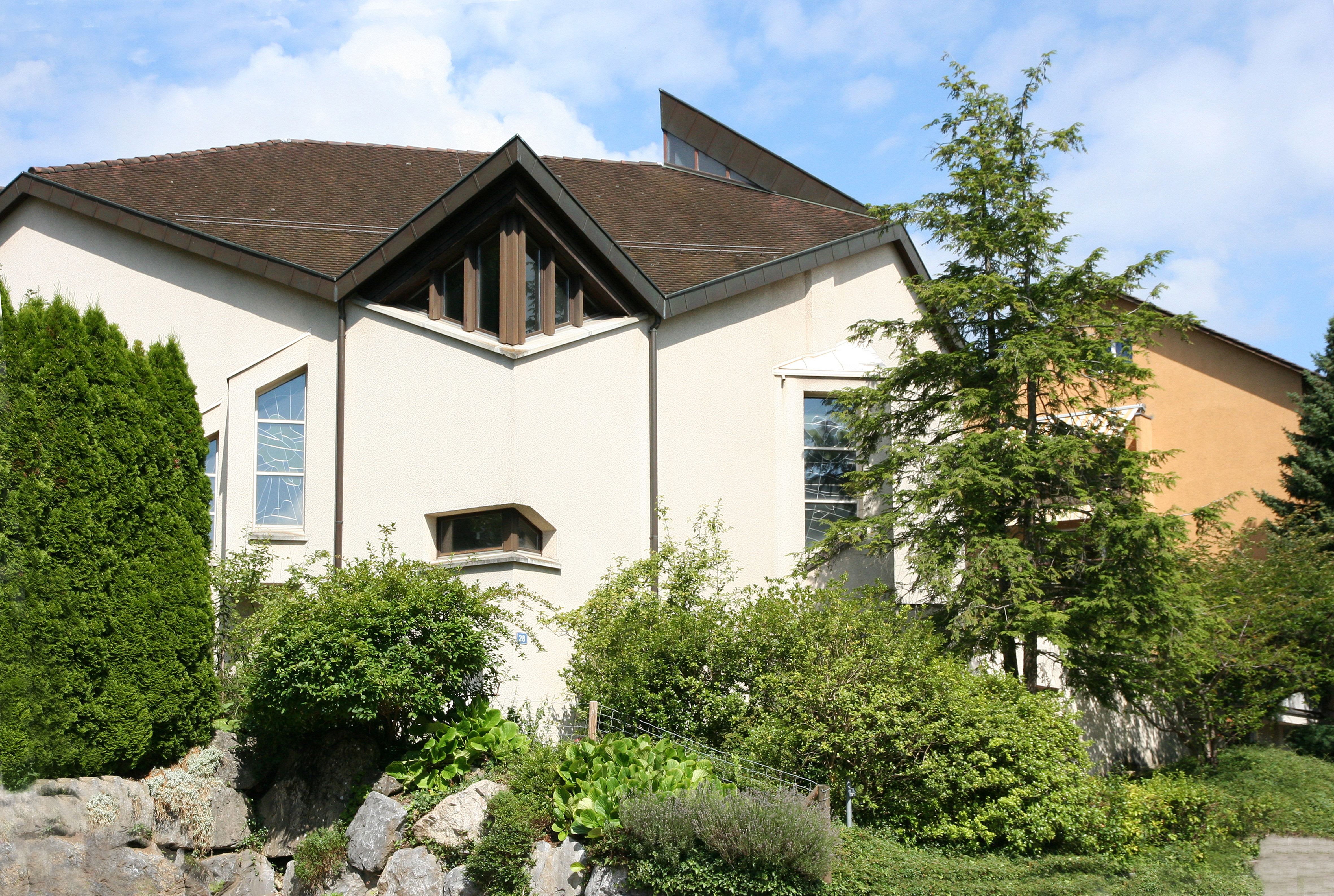
Ansicht von der Schloss-Strasse

Die Kirche St. Nikolaus ist die römisch-katholische Pfarrkirche von Rüschlikon im Bezirk Horgen. 

## Geschichte

### Vorgeschichte und Namensgebung
Im Jahr 1314 wurde eine Kapelle St. Nikolaus in Rüschlikon erstmals urkundlich erwähnt. Sie war eine Filiale der Pfarrei Kilchberg ZH und ging zusammen mit ihrer Mutterpfarrei in den Jahren 1407–1408 an das Kloster Kappel über, von diesem nach der Reformation 1527 an Zürich. Nach der Reformation in der Stadt Zürich ab dem Jahr 1523 war der katholische Ritus in den zu Zürich gehörenden Gemeinden verboten. Die Kapelle St. Nikolaus wurde fortan für reformierte Gottesdienste verwendet. Aus der mittelalterlichen Kapelle St. Nikolaus ging die heutige Reformierte Kirche Rüschlikon hervor.
Durch das Toleranzedikt von 1807 war es erstmals seit der Reformation wieder erlaubt, katholische Gottesdienste abzuhalten, zunächst jedoch ausschliesslich in der Stadt Zürich. Die Niederlassungs- und Religionsfreiheit des schweizerischen Bundesstaates von 1848 ermöglichte es den Menschen aus den katholisch geprägten Orten der Zentral- und Ostschweiz, aber auch aus dem nahen Ausland, im Kanton Zürich Arbeit zu suchen und sich niederzulassen. Der Bau der Linksufrigen Zürichseebahn und die dadurch beschleunigte Industrialisierung bewirkten, dass sich ab der Mitte des 19. Jahrhunderts auch in Rüschlikon wieder Katholiken niederliessen. Der erste katholische Gottesdienst in der Region fand im Jahr 1864 in Gattikon statt, weil dort etliche katholische Fabrikarbeiter samt Familien ansässig waren. Zur 1880 gegründeten Pfarrei St. Marien Langnau-Gattikon gehörten zunächst auch die Katholiken von Thalwil und Rüschlikon. 1881 fand in Nidelbad, Rüschlikon der erste Katholikentag Zürichs statt. Nach dem Bau der Kirche Hl. Dreifaltigkeit in Adliswil 1894 wurden die Katholiken von Rüschlikon dieser neu errichteten Pfarrei zugeteilt. Als 1899 die Pfarrei St. Felix und Regula Thalwil aufgebaut wurde, wurde Rüschlikon der näher gelegenen Thalwiler Pfarrei zugeteilt.

### Entstehungs- und Baugeschichte
Erst nach dem Bauboom der 1950er Jahre wohnten in Rüschlikon so viele Katholiken, dass der Wunsch nach einer eigenen Pfarrei entstand. Als im Jahr 1961 in Rüschlikon ca. 1000 Katholiken lebten, baten diese die Pfarrei Thalwil, in Rüschlikon regelmässige Sonntagsgottesdienste anzubieten. Auch setzte die Suche nach einem geeigneten Bauland für eine Rüschlikoner Kirche ein. Am 10. März 1963 fand im Singsaal des Sekundarschulhauses Rüschlikon die erste katholische Messfeier seit der Reformation statt. Ab diesem Zeitpunkt wurden regelmässig Sonntagsgottesdienste im Sekundarschulhaus gefeiert. 1967 erfolgte in Rüschlikon der Landkauf für eine zukünftige katholische Kirche. Ab Juni 1969 hatte Rüschlikon einen eigenen Priester als Seelsorger vor Ort. Auf diesen Zeitpunkt hin wurde Rüschlikon zum Pfarrvikariat ernannt, per 1. Januar 1971 zum Pfarrrektorat. 1971 wurde ein Bauwettbewerb für eine Kirche in Rüschlikon ausgeschrieben. 43 Projekte wurden eingereicht. Die Jury prämierte fünf Projekte, dasjenige von Architekt Willi Egli, Zürich mit dem Namen Arkus, das neben der Kirche an der Schlossstrasse auch Bauten für die reformierte Kirchgemeinde, die Schule und Wohnhäuser bis zur Dorfstrasse umfasste, wurde zur Umsetzung weiterverfolgt. Bei der Abstimmung der Kirchgemeindeversammlung vom 9. Dezember 1974 wurde das ausgearbeitete Projekt Arkus jedoch abgelehnt, was zur Folge hatte, dass der Bau einer katholischen Kirche in Rüschlikon auf Jahre hinausgeschoben wurde. Ab Oktober 1977 wurden erneut Vorarbeiten für einen katholischen Kirchbau in Rüschlikon in Angriff genommen. Am 21. Oktober 1979 wurde bei einer Urnenabstimmung der Kirchgemeindeversammlung Thalwil-Rüschlikon das um fast die Hälfte redimensionierte neue Projekt für eine katholische Kirche mit 150 Sitzplätzen samt Pfarreizentrum und Pfarrwohnung angenommen. Der Spatenstich erfolgte am 29. September 1980. Am 28. Februar 1982 weihte der Bischof von Chur, Johannes Vonderach die Kirche St. Nikolaus in Rüschlikon ein. 1997 wurde St. Nikolaus Rüschlikon zu einer eigenständigen Pfarrei ernannt. Die Inauguration fand im Rahmen eines Festgottesdienstes statt, dem Weihbischof Peter Henrici vorstand. 2017 bis 2018 wurde die Kirche samt Pfarreizentrum umfangreich renoviert und technisch saniert.
Die Pfarrei St. Felix und Regula Thalwil bildet zusammen mit der Pfarrei St. Nikolaus Rüschlikon eine Kirchgemeinde. Diese ist mit ihren 6'206 Mitgliedern (Stand 2021) eine der grösseren katholischen Kirchgemeinden des Kantons Zürich.

## Baubeschreibung

### Äusseres
Die von Architekt Benito Davi realisierte Kirche steht an der Schlossstrasse unweit des Bahnhofs. Das Gebäude besitzt keinen Kirchturm, da dieser bei der Redimensionierung des Projektes von 1974 gestrichen wurde. Das zurückhaltende Äussere der Kirche St. Nikolaus, sodass erst auf den zweiten Blick erkennbar wird, dass es sich um eine Kirche handelt, folgt den für die Erbauungszeit übliche architektonische Bescheidenheit im katholischen Kirchbau im Kanton Zürich. So sind auch die in dieser Zeit realisierten Pfarrkirchen St. Mauritius (Regensdorf) oder Heilig Geist (Zürich-Höngg) ähnlich zurückhaltend konzipiert worden. Lediglich eine massiver gebaute Gebäudeecke mit darüber aufgerichtetem Betonkreuz lässt beim katholischen Kirchbau von Rüschlikon den Wunsch nach einem Kirchturm erahnen. Über einen Fussweg und ein Foyer hindurch gelangt der Besucher von der Schlossstrasse zur eigentlichen Kirche.

### Innenraum und künstlerische Ausstattung

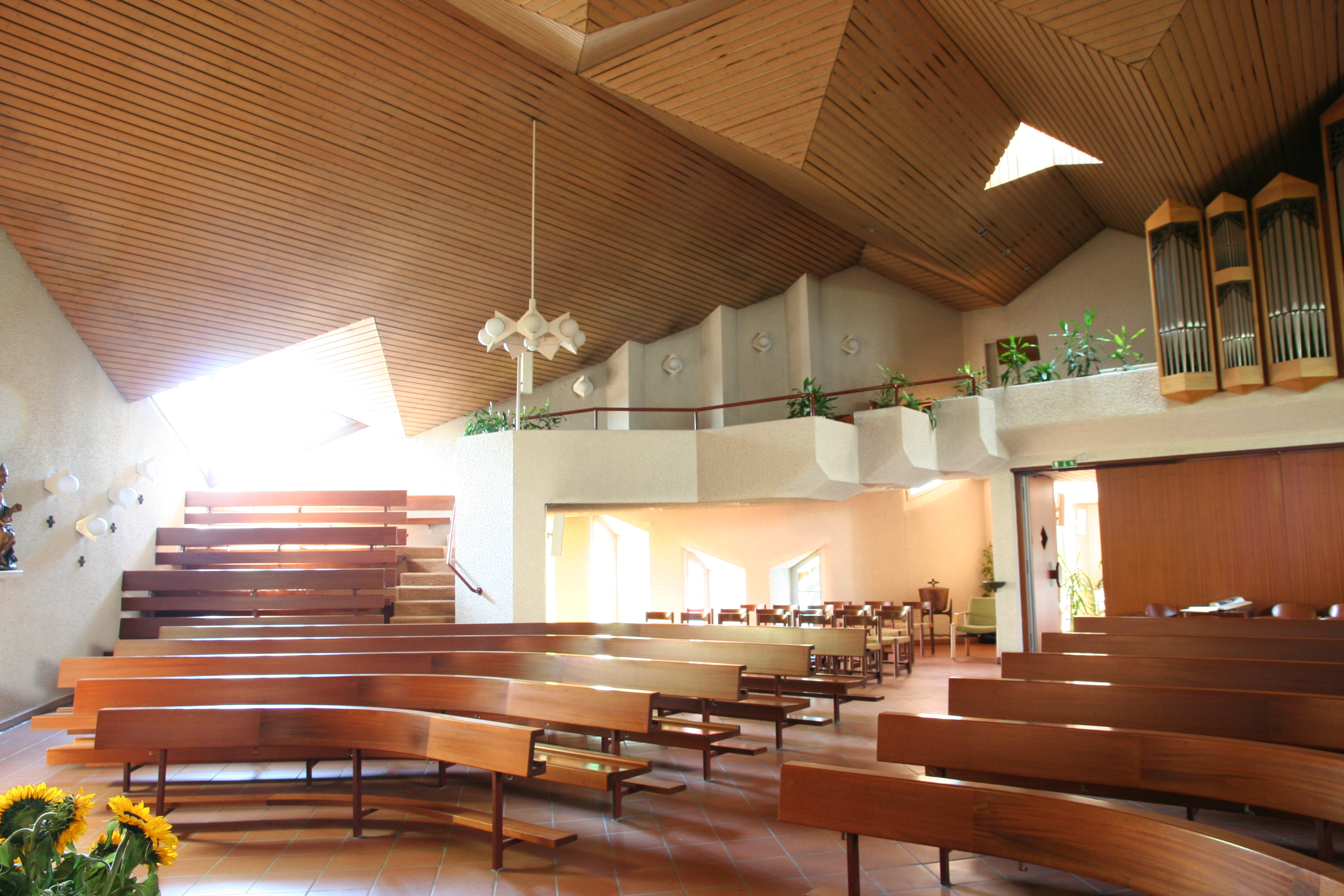
Innenansicht

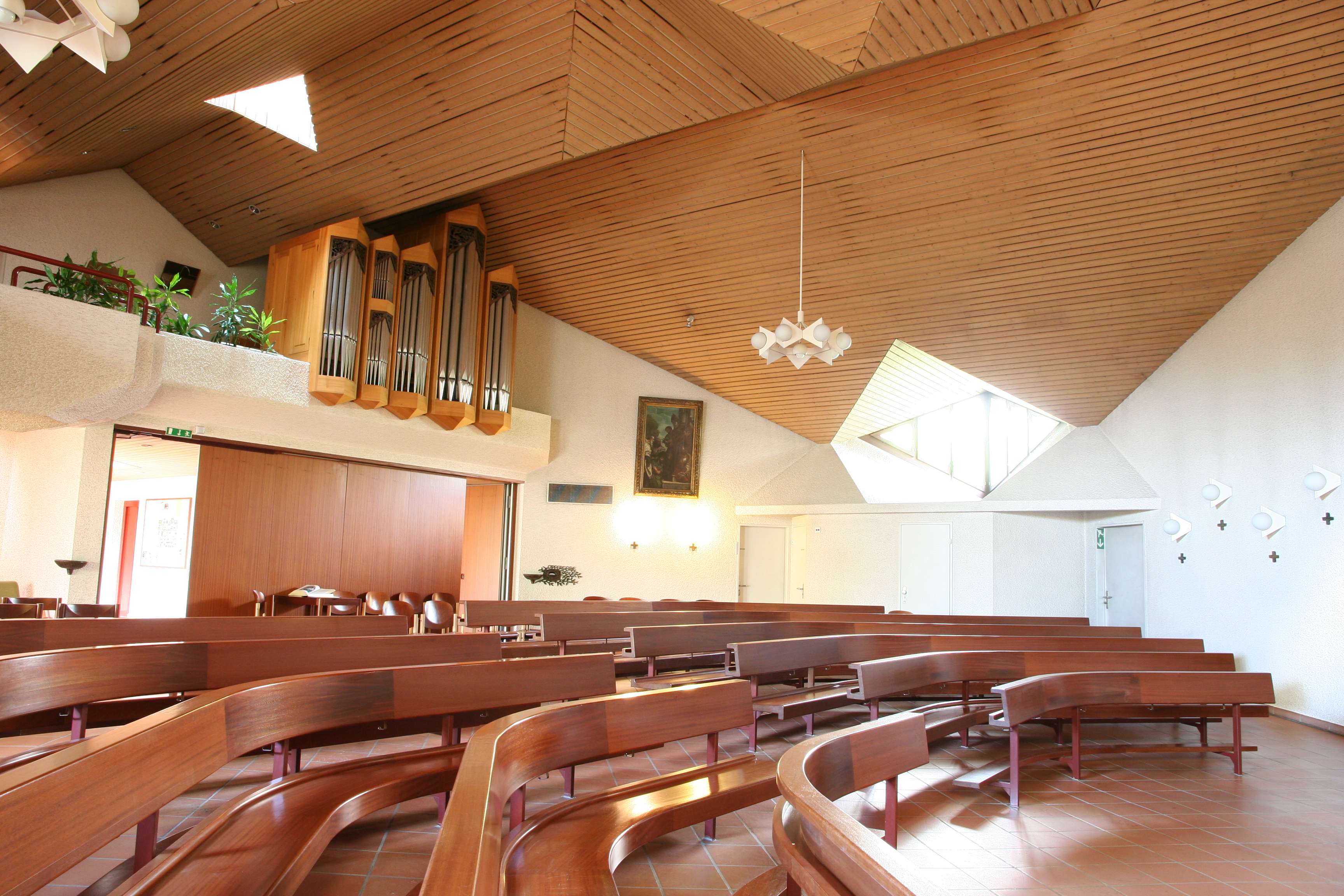
Blick gegen Norden

Die Kirche St. Nikolaus Rüschlikon ist ein polygonaler Betonbau, der sowohl Buntglasfenster als auch Lichtschächte im Dach besitzt. Durch die Lichtschächte fliesst helles Tageslicht ins Innere der Kirche. Die 150 Sitzplätze sind im Halbkreis um die Altarinsel errichtet. Wie in der Kirche St. Katharina (Zürich-Affoltern) ist der Boden zum Altar hin leicht abschüssig, damit auch von den hinteren Bankreihen eine gute Sicht auf das liturgische Geschehen möglich wird. Die Farbfenster wurden von Künstler Roman Candio gestaltet und zeigen verschiedene Motive aus der Natur. Die Plastiken in der Kirche (Madonna mit Kind, der Auferstandene, Tabernakel und Altar) sind Arbeiten von Susana Polac, welche auch den Kreuzweg in der Kirche St. Marien (Wädenswil) gestaltet hat.

### Orgel

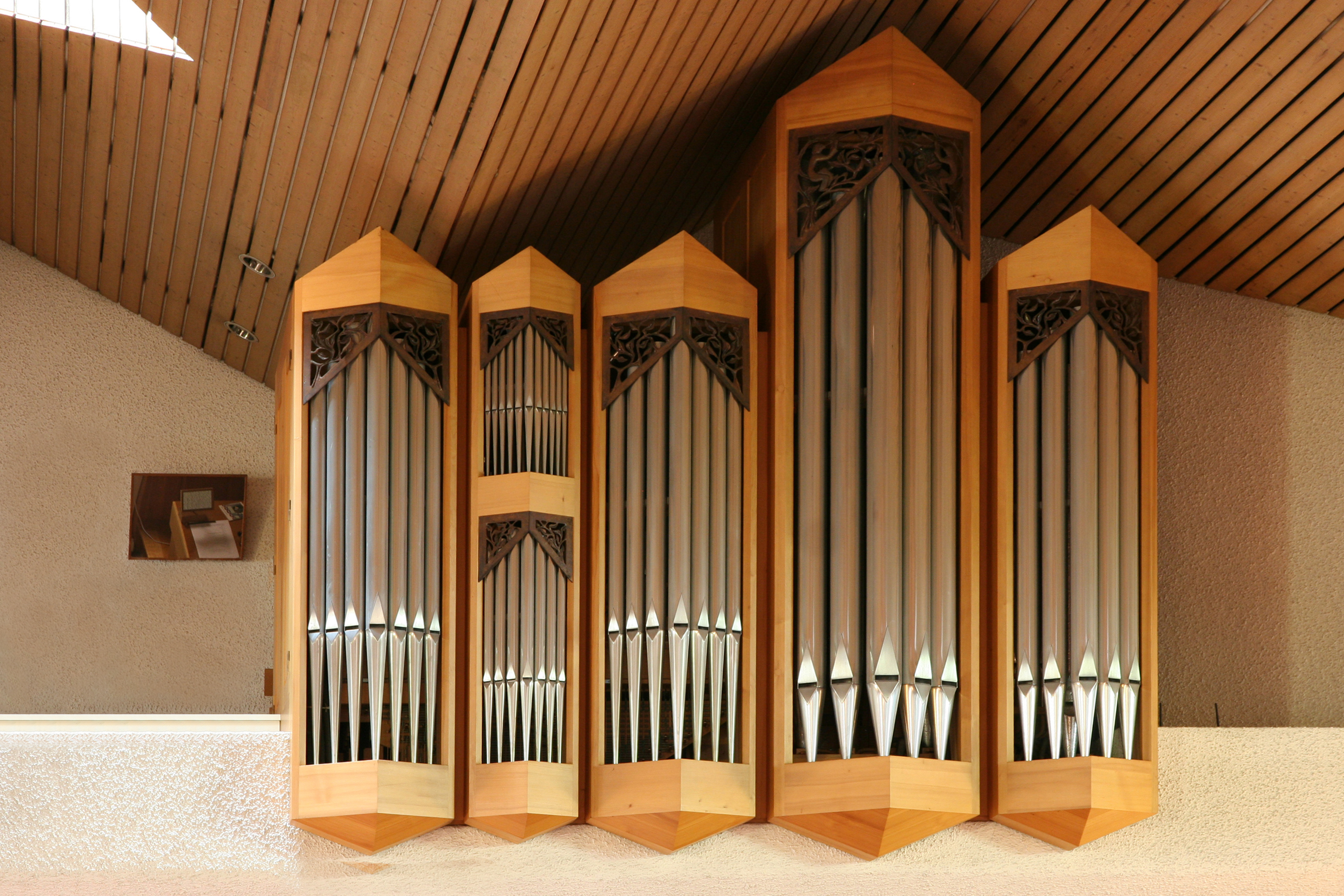
Mathis-Orgel von 1985

Die Orgel wurde von der Firma Mathis, Näfels, 1984 erstellt. Am 24. Februar 1985 wurde die Orgel eingeweiht. Das Instrument besass ursprünglich 13 klingende Register. Die Schleierbretter sind ein Werk von Susana Polac, der Orgelprospekt ist von Benito Davi. 1988 wurden weitere drei Register in die Orgel eingebaut. 2007 wurde die Spitzflöte 4′ im ersten Manual zu einem Salicional 8′ umgearbeitet und das Sesquialtera-Register erhielt einen Vorabzug als Quinte ab c.
| I Manual C–  |                  |
| Rohrgedackt  | 8′               |
| Salicional   | 8′               |
| Principal    | 4′               |
| Sesquialtera | 2 ⁄3′ und 1 3⁄5′ |
| Waldflöte    | 2′               |
| Mixtur III   | 1 ⁄3′            |

| II Manual C– |       |
| Gedackt      | 8′    |
| Rohrflöte    | 4′    |
| Principal    | 2′    |
| Larigot      | 1 ⁄3′ |
| Zimbel III   | 1′    |
| Dulcian      | 8′    |
| Tremulant    |       |

| Pedalwerk C–   |     |
| Subbass        | 16′ |
| Praestantflöte | 8′  |
| Choralbass     | 4′  |
| Zinke          | 8′  |

- Koppeln: II/I, I/P, II/P